# Mičovice
Mičovice település Csehországban, a Prachaticei járásban. Mičovice Chroboly, Nebahovy és Lhenice településekkel határos. Lakosainak száma 360 fő (2024. január 1.).

## Népesség
A település lakosságának változását az alábbi diagram mutatja:
| Lakosok száma | 1084 | 988  | 950  | 537  | 355  | 320  | 342  | 360  | 370  | 360  |
|               | 1869 | 1890 | 1921 | 1950 | 1980 | 2001 | 2017 | 2019 | 2022 | 2024 |